# Palmarès dell'Arsenal Football Club
L'Arsenal Football Club, noto semplicemente come Arsenal, è una società calcistica inglese con sede nella città di Londra, più precisamente nel quartiere di Highbury (Islington).
L'Arsenal è, in ambito nazionale, la terza squadra inglese più titolata dopo Manchester United e Liverpool, essendosi aggiudicata 13 campionati inglesi, 14 FA Cup (record), 2 League Cup e 16 Community Shield; in ambito internazionale ha invece conquistato una Coppa delle Coppe ed una Coppa delle Fiere. È inoltre una delle quindici squadre ad aver raggiunto le finali di tutte le tre principali competizioni gestite dalla UEFA: Champions League (2005-2006), Coppa UEFA-Europa League (1999-2000 e 2018-2019) e Coppa delle Coppe (1979-1980, 1993-1994 e 1994-1995).

## Competizioni nazionali
- Campionato inglese: 13

1930-1931, 1932-1933, 1933-1934, 1934-1935, 1937-1938, 1947-1948, 1952-1953, 1970-1971, 1988-1989, 1990-1991, 1997-1998, 2001-2002, 2003-2004
- Coppa d'Inghilterra: 14  (record)

1929-1930, 1935-1936, 1949-1950, 1970-1971, 1978-1979, 1992-1993, 1997-1998, 2001-2002, 2002-2003, 2004-2005, 2013-2014, 2014-2015, 2016-2017, 2019-2020
- Coppa di Lega inglese: 2

1986-1987, 1992-1993
- Charity/Community Shield: 17

1930, 1931, 1933, 1934, 1938, 1948, 1953, 1991, 1998, 1999, 2002, 2004, 2014, 2015, 2017, 2020, 2023
- Mercantile Credit Centenary Trophy: 1

1988

## Competizioni regionali
- London League Division One: 1

1903-1904

## Competizioni internazionali
- Coppa delle Coppe: 1

1993-1994
- Coppa delle Fiere: 1

1969-1970

## Competizioni giovanili
- FA Youth Cup: 7

1965-1966, 1970-1971, 1987-1988, 1993-1994, 1999-2000, 2000-2001, 2008-2009
- Blue Stars/FIFA Youth Cup: 2

1963, 1964

## Altri piazzamenti
- Campionato inglese:

Secondo posto: 1925-1926, 1931-1932, 1972-1973, 1998-1999, 1999-2000, 2000-2001, 2002-2003, 2004-2005, 2015-2016, 2022-2023, 2023-2024, 2024-2025
Terzo posto: 1936-1937, 1951-1952, 1958-1959, 1980-1981, 1996-1997, 2007-2008, 2009-2010, 2011-2012, 2014-2015
- Second Division:

Secondo posto: 1903-1904
Terzo posto: 1902-1903, 1913-1914
- Coppa d'Inghilterra:

Finalista: 1926-1927, 1931-1932, 1951-1952, 1971-1972, 1977-1978, 1979-1980, 2000-2001
Semifinalista: 1905-1906, 1906-1907, 1927-1928, 1972-1973, 1982-1983, 1990-1991, 1998-1999, 2003-2004, 2008-2009
- Coppa di Lega inglese:

Finalista: 1967-1968, 1968-1969, 1987-1988, 2006-2007, 2010-2011, 2017-2018
Semifinalista: 1977-1978, 1982-1983, 1995-1996, 1997-1998, 2003-2004, 2005-2006, 2007-2008, 2021-2022, 2024-2025
- Charity/Community Shield:

Finalista: 1935, 1936, 1979, 1989, 1993, 2003, 2005
- Football League War Cup:

Finalista: 1940-1941, 1942-1943
- UEFA Champions League:

Finalista: 2005-2006
Semifinalista: 2008-09, 2024-2025
- Coppa delle Coppe:

Finalista: 1979-1980, 1994-1995
- Coppa UEFA/Europa League:

Finalista: 1999-2000, 2018-2019
Semifinalista: 2017-2018, 2020-2021
- Supercoppa UEFA:

Finalista: 1994